# Allsvenskan i handboll för damer
Allsvenskan i handboll för damer är en handbollsserie som spelas sedan säsongen 2010/2011. Serien består av tolv lag och är den näst högsta divisionen i Sverige, under Handbollsligan dam (tidigare Svensk handbollselit, SHE).
Innan säsongen 2010/2011 bestod divisionen under högsta serien av två serier, Division 1 norra och Division 1 södra, men de är ersatta av denna nationella serie. Vinnarna av division 1-serierna gick upp i högsta serien.

## Avancemang till högsta serien
Då Allsvenskan skapades bestämdes att de två högst placerade i Allsvenskan flyttades upp till högsta serien, medan trean och fyran fick kvala. Efter ett år ändrades detta till att bara Allsvenskans vinnare gick upp i högsta serien och lagen på plats 2–4 fick kvala. Kvalet till högsta serien var till en början i bäst av tre matcher men har ändrats till bäst av fem matcher.
Från och med säsongen 2019/2020 (de facto 2020/2021, på grund av covid-19-pandemin) får bara ett lag från allsvenskan (serietvåan) kvala till högsta serien, inte tre lag som innan. Kvalet avgörs i bäst av fem matcher.